# Cesta bratstva in enotnosti
Cesta bratstva in enotnosti, tudi Avtocesta »Bratstvo in enotnost« ali Avtocesta bratstva in enotnosti (srbohrvaško »Autoput Bratstvo i jedinstvo« ali Auto-cesta bratstva i jedinstva; krajše tudi samo »Avtocesta«) je (bila) dvopasovna cesta, ki je povezovala več republik bivše Jugoslavije. Tekla je od Jesenic preko Ljubljane mimo Novega mesta in Brežic, skozi Zagreb, Slavonski Brod, mimo Vinkovcev do Beograda, nato skozi Niš mimo Skopja do makedonsko-grške meje.
Izgradnja se je začela takoj po drugi vojni, Jugoslavija naj bi s tem postala prometno dobro povezana, v primerjavi s poprejšnjo predvojno povezavo, ki je bila sestavljena iz lokalnih, v večini primerov neutrjenih cest. Izdaten kos dela so opravile mladinske delovne brigade, ki so jih sestavljali jugoslovanski ter inozemski mladinci ter jugoslovanska vojska, skupaj jih je bilo skoraj 300.000. Najprej je bil končan odsek »Zagreb-Beograd« v dolžini 382 km, uradno je bil odprt 27. julija 1950, slovenski del pa je bil dokončan leta 1958. 
Kljub imenu avtocesta ni šlo za pravo avtocesto, saj je imela le eno vozišče z dvema prometnima pasovoma (za vsako smer po en prometni pas), imela pa je izvennivojska križanja z drugimi cestami in železnico in priključke s kontroliranim dostopom. Cesta je bila predvidena za obremenitev okrog 9000 vozil dnevno. Večji del ceste je bil zgrajen iz betonskih plošč z vmesnimi dilatacijami, nekaj je bilo asfalta in nekaj krajših odsekov s granitnimi kockami.
V nadaljnjih desetletjih se je po cesti vil gost osebni, zlasti pa tovorni promet, zaradi česar je hitro propadala in zašla v izredno slabo stanje. V naslednjih letih so jo zato večkrat prenovili ter tudi razširili - del ceste, od Zagreba do hrvaško-srbske meje, je bil tako nadgrajen v štiripasovno avtocesto z odstavnima pasovoma, del ceste od srbsko-hrvaške meje preko Beograda proti Makedoniji pa nadgrajen v hitro štiripasovno cesto, ki pa je dandanes tudi v razmeroma slabem stanju.
Leta 1992 je bil, po razapdu Jugoslavije, osamosvojitvi Slovenije in Hrvaške, zaradi izbruha vojne v tem predelu jugovzhodne Evrope, promet prekinjen vse do konca vojne leta 1995.
Z izgradnjo avtoceste A2 v Sloveniji je bil večji del te Avtoceste na Dolenjskem in Gorenjskem zgrajen na novo, odseki, kjer je imela obstoječa cesta ustrezne tehnične elemente pa je bila razširjena v štiripasovno avtocesto.
Sedanja cesta je del evropskih poti E61 (Avstrija-Ljubljana), E70 (Ljubljana-Beograd) in E75 (Beograd-Grčija).